# Elgydio Lunardi
Elgydio Lunardi (Veranópolis, 12 de outubro de 1918 - 1990) foi um advogado e político gaúcho.
Filho de João Lunardi e de Brígida Giotto Lunardi.
Bacharel em direito pela Universidade Federal do Rio Grande do Sul (1952).
Foi deputado à Assembleia Legislativa de Santa Catarina na 4ª legislatura (1959 — 1963), na 5ª legislatura (1963 — 1967), como suplente convocado, na 6ª legislatura (1967 — 1971), e na 7ª legislatura (1971 — 1975).
Foi presidente da Assembleia em 1969.